# Bobby Rogers
Robert Edward Rogers (19 de febrero de 1940 - 3 de marzo de 2013) fue un músico y cantante tenor estadounidense, más conocido como miembro del grupo vocal de la Motown The Miracles desde 1956 hasta su muerte el 3 de marzo de 2013, en Southfield, Michigan. Fue incluido, en 2012, como miembro de los Miracles en el Salón de la Fama del Rock and Roll. Además de cantar, también contribuyó a escribir algunas de las canciones del grupo. Rogers es el abuelo de la cantante de R&B Brandi Williams, del grupo de chicas de R&B Blaque, y es primo de la también miembro de los Miracles, Claudette Rogers Robinson.

## Biografía
Rogers era hijo de Robert y Lois Rogers. Nació en Detroit el 19 de febrero de 1940, el mismo día y en el mismo hospital de Detroit que su compañero de Miracles Smokey Robinson, aunque ambos no se conocerían hasta 15 años después. En 1955, se unió, junto a su primo Emerson "Sonny" Rogersal, al trío formado por Smokey Robinson, Ronnie White y Pete Moore, que, convertido ya en quinteto tomó el nombre de The Matadors. Posteriormente cambiaron el nombre por The Miracles y Sonny fue reemplazado por su hermana Claudette Rogers.
El sencillo de 1960 "Shop Around", con Smokey Robinson como vocalista, fue el primer número uno de Motown en la lista de sencillos de R&B, y el primer gran éxito de los Miracles. La canción fue también el primer éxito de ventas de un millón de dólares de la Motown. Los Miracles consiguieron muchos más éxitos a lo largo de los años, incluidos los clásicos número 1 "Tears Of A Clown" y "Love Machine".
Además de su trabajo en los Miracles, Rogers fue compositor a tiempo parcial en la Motown; su composición más notable, realizada con su compañero de banda Smokey Robinson, fue el primer éxito de The Temptations, "The Way You Do the Things You Do". Rogers también coescribió el éxito de The Temptations de 1965 "My Baby", el éxito de Mary Wells, "What Love Has Joined Together", el éxito de The Contours de 1965 "First I Look at the Purse", (posteriormente versionado por The J. Geils Band), el éxito de Marvin Gaye de 1966 en el Top 40, "One More Heartache" y el propio éxito de los Miracles de 1964 en el Top 40, "That's What Love Is Made Of", y su éxito de 1966, "Going to a Go-Go". También se le conoce por haber participado como vocalista en el éxito de los Miracles de 1962, "You've Really Got a Hold on Me", y por haber cantado como vocalista en la canción del grupo de 1964, "You're So Fine And Sweet". Bobby también tenía fama de ser el mejor bailarín del grupo, y fue responsable de muchas de las rutinas de los Miracles en el escenario, hasta la llegada del famoso coreógrafo de la Motown, Cholly Atkins.
A finales de 2006, Bobby se reunió con los miembros originales de Miracles, Smokey Robinson y Pete Moore, para la primera entrevista ampliada del grupo en el DVD de Motown, Smokey Robinson & the Miracles: The Definitive Performances.
Rogers continuó actuando por todo Estados Unidos, Canadá y Europa con los miembros Dave Finley, Tee Turner y Mark Scott en la última encarnación de The Miracles, lo que le convirtió, a partir de 2009, en el miembro original de Miracles que más tiempo llevaba en activo. El 20 de marzo de 2009, Bobby estuvo en Hollywood para ser honrado junto con los otros miembros originales supervivientes de los Miracles (Smokey Robinson, Claudette Robinson y Pete Moore) al recibir una estrella en el Paseo de la Fama de Hollywood. También asistió Gloria White, la esposa del miembro original de los Miracles, Ronnie White, ya fallecido (White es el responsable de descubrir al artista de la Motown Stevie Wonder), y Billy Griffin, que sustituyó a Smokey Robinson cuando este dejó el grupo en 1972.

## Salón de la Fama del Rock and Roll
En 1987, Smokey Robinson fue incluido en el Salón de la Fama del Rock and Roll como artista en solitario. Sin embargo, en una decisión que desde entonces ha provocado mucho escrutinio, debate y controversia, los otros miembros originales de los Miracles, Bobby Rogers, Ronnie White, Marv Tarplin, Pete Moore y Claudette Robinson, no fueron incluidos en ese momento. Esto fue motivo de muchas protestas por parte de los furiosos fans de los Miracles.
El 9 de febrero de 2012, se anunció que Bobby Rogers sería incluido con el resto de los Miracles en el Salón de la Fama del Rock and Roll junto con el cantante de los Miracles, Smokey Robinson. Esta inducción se produjo el 14 de abril de 2012. Después de 26 años de espera, Bobby fue incluido automáticamente y de forma retroactiva con el resto de los Miracles originales, Marv Tarplin, Pete Moore, Claudette Robinson y Ronnie White en el Salón de la Fama del Rock and Roll junto al cantante principal de los Miracles, Smokey Robinson. La inclusión fue llevada a cabo por un Comité Especial designado por el Rock Hall en 2012, que incluyó a los Miracles y a otros cinco grupos pioneros que merecían ser incluidos en el Salón del Rock hace muchos años. Esta inclusión se produjo sin el proceso habitual de nominación y votación, bajo la premisa de que todo el grupo debería haber sido incluido con Smokey Robinson en 1987. Bobby también fue incluido con el resto de los Miracles originales en el Salón de la Fama de la Música de Rhythm and Blues en 2015

## Vida personal
El 18 de diciembre de 1963 Rogers se casó con Wanda Young, de Inkster, Míchigan, miembro del grupo Motown The Marvelettes. Juntos tuvieron un hijo, Robert Rogers III, y una hija, Bobbae. Rogers y Young se divorciaron en 1975 tras doce años de matrimonio. En 1981, Rogers se casó con Joan Hughes el día que cumplía 41 años. La ceremonia de boda fue oficiada por el reverendo Cecil Franklin, hermano mayor de la reina del soul Aretha Franklin, en la histórica iglesia baptista New Bethel de Detroit. Bobby y Joan tuvieron dos hijos juntos, sus hijas Gina y Kimberly. En sus últimos años, Rogers dividió su residencia entre su vivienda principal en Southfield, Míchigan, un suburbio del norte de Detroit, y un pied-à-terre de Beverly Hills, California.
Rogers murió el 3 de marzo de 2013, a la edad de 73 años, debido a complicaciones de la diabetes. Nueve días después, el 12 de marzo de 2013, en su página web, el Salón de la Fama del Rock and Roll rindió homenaje a Bobby con el artículo "Recordando a Bobby Rogers de The Miracles".